# Цианоз
Цианоз, синюха (др.-греч. κυανός тёмно-синий + -ωσις) — синюшная окраска кожи и слизистых оболочек от серовато-синего до сине-чёрного цвета, обусловленная высоким содержанием в крови карбгемоглобина (HbCO2).
Синюшность, обусловленную попаданием в кровь красителей или отложением в коже различных веществ, называют ложным цианозом.
Истинный цианоз является симптомом гипоксемии (общей или локальной). Он появляется при концентрации в капиллярной крови восстановленного гемоглобина более 50 г/л (при норме до 30 г/л). Отчетливее выражен у больных с полицитемией, а при анемии цианоз появляется, когда более половины гемоглобина становится восстановленным.
Частым признаком заболевания сердца является цианоз. При нарушении кровообращения цианоз выражен на наиболее отдаленных от сердца участках тела, а именно на пальцах рук и ног, кончике носа, губах, ушных раковинах. Такое распределение цианоза носит название акроцианоза. Его возникновение зависит от повышения содержания в венозной крови восстановленного гемоглобина в результате избыточного поглощения кислорода крови тканями при замедлении кровотока. В других случаях цианоз приобретает распространенный характер — центральный цианоз. Причиной его является кислородное голодание в результате недостаточной артериализации крови в малом круге кровообращения.